# Robert Mueller
Robert Swan (Bob) Mueller III (New York (New York), 7 augustus 1944) is een Amerikaans jurist en ambtenaar. Hij was van 2001 tot 2013 de directeur van de Federal Bureau of Investigation (FBI). In mei 2017 werd hij door onderminister van Justitie Rod Rosenstein benoemd tot speciaal aanklager om de leiding te nemen over het onderzoek naar Russische beïnvloeding van de Amerikaanse verkiezingen van 2016.

## Levensloop
Mueller heeft vier jongere zussen. Hij studeerde aan de Princeton-universiteit waar hij in 1966 een Bachelor of Arts behaalde. Een jaar later verkreeg hij een Master of Arts in internationale relaties aan de New York-universiteit. In 1968 meldde hij zich aan bij het United States Marine Corps. De dood van een vriend in Vietnam, met wie hij samen lacrosse speelde, deed hem daartoe besluiten.
In juli 1968 werd Mueller naar Zuid-Vietnam gestuurd. Hij was daar onder andere aide-de-camp van een generaal. In april 1969 werd hij geraakt door vijandelijk vuur. Na twee maanden keerde Mueller weer terug aan het front. Terug in de Verenigde Staten studeerde Mueller verder en behaalde een doctoraat in het recht aan de Universiteit van Virginia. Na zijn afstuderen werkte Mueller eerst drie jaar als advocaat. Vervolgens werkte hij lange tijd – met uitzondering van de periode 1993-96 toen hij weer als advocaat actief was – voor de federale overheid. Hij werkte voor meerdere openbare aanklagers (attorney generals) en leidde de vervolging van de Panamese dictator Manuel Noriega, de Lockerbie-aanslag en de maffiabaas John Gotti. In 1998 benoemde president Bill Clinton hem tot officier van justitie voor het noordelijke district van Californië.
Mueller werd op 5 juli 2001 door president George W. Bush voorgedragen voor de positie van FBI-directeur. In diezelfde periode werd bij hem prostaatkanker geconstateerd, waar hij van herstelde. Op 2 augustus stemde de Senaat unaniem in met Bush' voordracht. Op 4 september, precies een week voor de aanslagen van 11 september, trad Mueller aan als FBI-directeur.
Samen met onderminister van Justitie James Comey dreigde Mueller in maart 2004 op te stappen wanneer het Witte Huis een richtlijn van het ministerie van Justitie zou negeren waarin gesteld werd dat het volgens de grondwet verboden was om zonder rechtbankbevel binnen de Verenigde Staten telefoongesprekken af te luisteren. President Bush stemde uiteindelijk in met wijzigingen waarmee tegemoet werd gekomen aan Muellers bezwaren.
President Barack Obama vroeg Mueller in mei 2011, toen zijn tienjarige termijn bijna verlopen was, om nog twee jaar langer aan te blijven. In september 2013 werd Mueller opgevolgd door James Comey. Mueller keerde na zijn vertrek bij de FBI terug in de advocatuur. Ook kreeg hij een aanstelling bij de Stanford-universiteit. Mueller bemiddelde onder andere in het emissieschandaal rond Volkswagen.

## Onderzoek naar Russische beïnvloeding van de Amerikaanse presidentsverkiezing 2016
Mueller keerde terug in de nationale en internationale schijnwerpers toen onderminister van Justitie Rod Rosenstein hem in mei 2017 benoemde tot speciaal aanklager om het onderzoek te leiden naar verbindingen tussen de Russische regering en het campagneteam van president Donald Trump tijdens de Amerikaanse presidentscampagne in 2016.
Vrijwel van het begin af aan is de president zich toenemend fel gaan uitspreken tegen het onderzoek van speciale aanklager Mueller. Hoewel de initiatoren vrijwel uitsluitend door hem benoemde Republikeinen zijn, blijft de president het onderzoek een Witchhunt (= "Heksenjacht") noemen, waar de Democraten achter zitten. Daarbij erop zinspelend, dat hij minister van Justitie Jeff Sessions zal ontslaan, omdat deze zichzelf om formeel juridische redenen heeft verschoond van betrokkenheid bij Muellers onderzoek. Trump ziet dat als een onvergeeflijke disloyaliteit jegens hem.
Na de reorganisatie van zijn team van advocaten in het voorjaar van 2018, is jurist en oud-burgemeester Rudy Giuliani zijn woordvoerder, die waar mogelijk het onderzoek, dan wel het handelen van de speciale aanklager, en of de top van het ministerie van Justitie publiekelijk ter discussie stelt. 
Vele media leggen daarom een relatie met de tussentijdse verkiezingen voor het Congres op 6 november 2018.
Op 30 oktober 2017 werden de eerste twee personen, Paul Manafort en Rick Gates, in staat van beschuldiging gesteld na maandenlang onderzoek door Mueller en zijn team. 
Sinds 23 februari 2018 hebben vijf mensen schuld bekend in het onderzoek van Mueller voor uiteenlopende zaken: voormalig assistent van de Trump-campagne George Papadopoulos, voormalig adviseur nationale veiligheid Michael Flynn, de bankfraudeur Richard Pinedo, de Nederlandse advocaat Alex van der Zwaan en Rick Gates, voormalig voorzitter van de Trump-campagne.
Aanvullende beschuldigingen zijn uitgevaardigd tegen dertien Russische burgers en drie Russische entiteiten.
In januari 2018 bracht The New York Times dat Trump had geprobeerd om Mueller te ontslaan als speciaal aanklager in juni 2017. Witte Huis-advocaat Don McGahn, die dreigde ontslag te nemen als Trump zijn voornemen zou uitvoeren, wist dit te voorkomen.
Begin maart 2019 sprak advocaat Ty Cobb, voorganger van Rudy Giuliani in het team van advocaten van president Trump, publiekelijk zijn respect uit voor de integriteit en professionaliteit van speciaal aanklager Robert Mueller. Hij sloot uit dat Mueller "zich zou lenen voor een 'heksenjacht'", de term waarmee de president diens onderzoek voortdurend tracht te degraderen.
Op 22 maart 2019 leverde Mueller zijn voltooide onderzoeksrapport in bij minister van Justitie William Barr, die twee dagen later een samenvatting van vier pagina's aan het Amerikaanse Congres deed toekomen, en vervolgens op 18 april 2019 een geredigeerde versie van het volledige rapport openbaar maakte. Uit het onderzoek bleek dat de Russische regering op overweldigende en systematische wijze invloed had uitgeoefend op de presidentsverkiezingen van 2016 ('interfered in the 2016 presidential election in sweeping and systematic fashion'), maar dat er onvoldoende bewijs was dat leden van het campagneteam van Trump met de Russen hadden samengespannen. Mueller liet in het midden of Trump op illegale wijze de rechtsgang heeft belemmerd. Volgens Mueller deed Trump wel pogingen om het onderzoek te beïnvloeden, maar waren deze niet succesvol, vooral omdat mensen in zijn directe omgeving weigerden orders uit te voeren of met zijn verzoeken in te stemmen ('The president’s efforts to influence the investigation were mostly unsuccessful, but that is largely because the persons who surrounded the president declined to carry out orders or accede to his requests').
- Gemeinsame Normdatei: 1135446067
- International Standard Name Identifier: 0000 0000 8029 0511
- Library of Congress Control Number: no91025152
- MusicBrainz: 67fc7a39-89f1-4e51-927c-953b957ad2af
- National Archives and Records Administration: 10574977
- Nationale Bibliotheek van Tsjechië: jo20191042385
- Nationale Bibliotheek van Israël: 987007401929205171
- Virtual International Authority File: 107028666
- WorldCat: E39PBJrm74Bcxt3b9PGb6r9MT3